# Hong Yao
Hong Yao (chino: 洪尧), es un actor chino.

## Biografía
Es amigo de la actriz china Wu Jinyan.

## Carrera
Es miembro de la agencia Huanyu Entertainment.
En diciembre del 2017 se unió al elenco de la serie Art in Love donde interpretó a Qiu Jia Wu, un apuesto jugador de baloncesto.
En enero del 2018 se unió al elenco recurrente de la serie Untouchable Lovers (conocida también como The Phoenix Prison) donde dio vida a Huan Yuan, uno de los acompañantes de la princesa Chuyu (Guan Xiaotong), un hombre gentil y un talentoso poeta.
En julio del mismo año se unió al elenco recurrente de la serie Story of Yanxi Palace donde interpretó al príncipe Hongzhou, Aisin-Gioro.
En enero de 2021 se unió al elenco recurrente de la serie china Fighting Youth (conocida también como Standardized) donde dio vida a Dan Ding, un genio de la informática, hasta el final de la serie en febrero del mismo año.
Ese mismo año se unirá al elenco recurrente de la serie china Zhao Ge, donde interpretará a Yu Teng.

## Filmografía

### Series de televisión
| Año             | Título                   | Personaje             | Notas |
| --------------- | ------------------------ | --------------------- | ----- |
| 2021 - presente | Zhao Ge                  | Yu Teng               |       |
| 2021            | Fighting Youth           | Dan Ding              |       |
| 2019            | Arsenal Military Academy | Shen Tingbai          |       |
| 2019            | The Legend of Haolan     | Príncipe Jiao de Zhao |       |
| 2018            | Story of Yanxi Palace    | Hongzhou, Príncipe He |       |
| 2018            | Untouchable Lovers       | Huan Yuan             |       |
| 2017            | Art in Love              | Qiu Jia Wu            |       |
| 2017            | King Is Not Easy         | Dong Ling Wang        |       |
| 2017            | Above the Clouds         | -                     |       |
| 2016 - 2017     | Demon Girl 2             | Fu Xingbang           |       |
| 2016            | Demon Girl               | Fu Xingbang           |       |
| 2015            | The Backlight of Love    | -                     |       |
| 2015            | Unforgettable Years      | -                     |       |

### Películas
| Año  | Título          | Personaje | Notas                                                              |
| ---- | --------------- | --------- | ------------------------------------------------------------------ |
| 2018 | No Rank General | -         | junto a Anna Fang, Yuan Xin, Yu Yiling, Lee Kin-Yan y Wong Yat-Fei |

### Programas de variedades
| Año  | Título           | Notas |
| ---- | ---------------- | ----- |
| 2018 | Super Nova Games |       |

### Revistas / sesiones fotográficas
| Año  | Título                       | Notas |
| ---- | ---------------------------- | ----- |
| 2021 | Men’s Uno China’s Men’s Body |       |